# Trupanea amoena

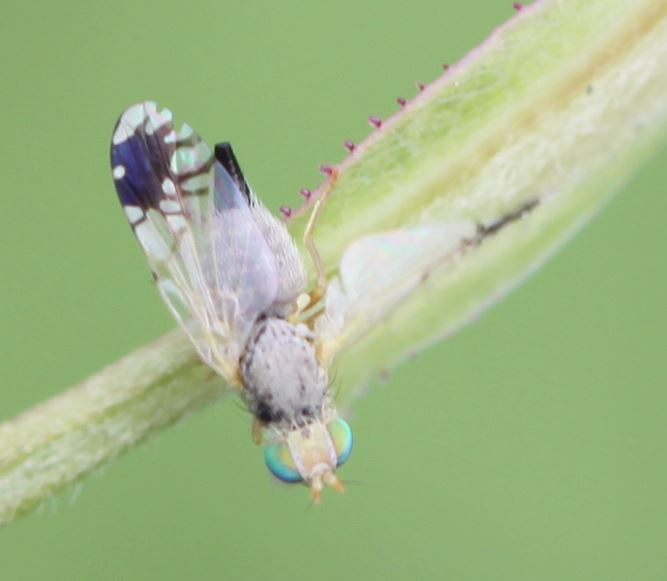
Trupanea amoena, Weibchen

Trupanea amoena ist eine Fliege aus der Familie der Bohrfliegen (Tephritidae).

## Merkmale
Die Bohrfliegen erreichen eine Körperlänge von 4 bis 5 Millimetern. Mesonotum und Schildchen sind hellbraun-beige gefärbt. Die Frons ist hellbraun-orange gefärbt. Die Facettenaugen schimmern grünlich. Der Hinterleib ist beige und schwarz gefärbt. Die Flügel weisen ein artspezifisches Muster aus schwarzen Flecken auf. Die Flügelader CuA weist einen braunen Streifen auf, der von dm-cu bis zum hinteren Flügelrand reicht. Der große sternförmige Fleck ist gewöhnlich mit der Zelle sc durch einen schmalen linienförmigen Fleck verbunden. Eine ähnliche Musterung weist die verwandte Art Trupanea stellata auf.

## Verbreitung
Trupanea amoena kommt in der Paläarktis und in der Afrotropis sowie in der Orientalis vor. In Europa ist die Art weit verbreitet. Ihr Vorkommen reicht im Norden bis nach Großbritannien. Im Süden reicht das Vorkommen bis nach Äthiopien und auf die Kanarischen Inseln, im Osten über den Nahen Osten bis nach Indien und Sri Lanka sowie über Russland bis nach Japan und Taiwan. Ferner kommt die Art in Australien vor.

## Lebensweise
Die Larven von Trupanea amoena leben in den Blütenköpfen ihrer Wirtspflanzen ohne Gallen zu erzeugen. Zu den Wirtspflanzen zählen verschiedene Korbblütler (Asteraceae). Zu diesen zählen u. a. die Gemeine Schafgarbe (Achillea millefolium), Färberdisteln (Carthamus), Flockenblumen (Centaurea) und Stachel-Lattich (Lactuca serriola).